# (21471) Pavelchvykov
(21471) Pavelchvykov (1998 HA98) – planetoida z pasa głównego asteroid okrążająca Słońce w ciągu 4,29 lat w średniej odległości 2,64 j.a. Odkryta 21 kwietnia 1998 roku.